# داش سنو
داش سنو (بالإنجليزية: Dash Snow)‏ هو مصور وفنان أمريكي، ولد في 27 يوليو 1981 في نيويورك في الولايات المتحدة، وتوفي بنفس المكان في 13 يوليو 2009 بسبب جرعة زائدة.